# Rolex Transatlantic Challenge
Die Rolex Transatlantic Challenge war eine 2005 ausgetragene Transatlantikregatta zwischen New York und der englischen Isle of Wight für große Segelyachten mit einer Länge ab 70 Fuß (ca. 21,3 Meter). Dabei wurde, wie geplant, der älteste Segelrekord der Welt gebrochen.

## Anlass: Hundertjähriger Rekord
Anlass war das hundertjährige Jubiläum des 1905 durchgeführten, von Kaiser Wilhelm II. initiierten Kaiser’s Cup, den der schottische America’s-Cup-Veteran Charlie Barr mit dem fast 57 Meter langen Schoner Atlantic (Eigner: Wilson Marshall) gewann und dabei einen Transatlantikrekord für Einrumpfboote unter Segeln zwischen New York und der englischen Südwestspitze (Lizard Point) aufstellte (12 Tage, 4 Std, 1 Min, 19 Sek). In den folgenden Jahrzehnten wurde der Rekord über diese Strecke zwar mehrfach verbessert, auch mit Einrumpfbooten. Allerdings wurden die neueren Rekorde nicht während Regatten erreicht, sondern die Rekordsegler warteten jeweils auf günstiges Wetter. Der Regattarekord der Atlantic bestand hingegen unverändert seit 1905 und galt als ältester Segelrekord der Welt.

## Die Regatta 2005
Der Kurs der Transatlantic Challenge führte von New York (Start: 21. Mai 2005) über den Nordatlantik, vorbei an den Zwillingsleuchttürmen von The Lizard vor der englischen Küste, wo die Rekordstrecke endet, und weiter durch den Ärmelkanal zu einer zweiten Ziellinie vor der Isle of Wight. Während des Rennens konnten die aktuellen Positionen der Yachten über die Website des New York Yacht Clubs (NYYC) verfolgt werden.
Die favorisierte amerikanische Yacht Mari-Cha IV gewann und verbesserte die 100 Jahre alte Bestmarke für eine Regattafahrt auf einem Einrumpfboot von New York zum Lizard Point um über zwei Tage: Für die 2925 Seemeilen über den Atlantik benötigte der 42,6 Meter langen Zweimaster des britischen Eigners und Milliardärs Robert Warren Miller bei einer Durchschnittsgeschwindigkeit von 12,61 Knoten 9 Tage, 15 Stunden, 55 Minuten und 23 Sekunden.
Die Regatta wurde vom New York Yacht Club (NYYC) und der Royal Yacht Squadron (RYS) ausgerichtet und vom Uhrenhersteller Rolex gesponsert.